# 獅子宮敏彦
獅子宮 敏彦（ししぐう としひこ）は日本の小説家、推理作家。奈良県生まれ。龍谷大学卒業。2003年、短編「神国崩壊」で第10回創元推理短編賞を受賞しデビューした（同時受賞は加藤実秋）。
この受賞以前に、別名義で第29回オール讀物推理小説新人賞を受賞している（1990年、中野良浩名義、「小田原の織社」）。
デビュー以来、中国史に基づいた架空の世界や室町時代などを舞台に、そこで発生する不可能犯罪を描いている。
2017年から2019年まで、本格ミステリ作家クラブの監事をつとめる。

## 作品リスト

### 単行本
- 砂楼に登りし者たち（ミステリ・フロンティア、東京創元社、2005年4月）ISBN 978-4488017132
  - 諏訪堕天使宮 - 『ミステリーズ!extra』（『ミステリーズ!』増刊号、東京創元社、2004年11月）
  - 美濃蛇念堂
  - 大和幻争伝
  - 織田涜神譜
- 神国崩壊 探偵府と四つの綺譚（ミステリー・リーグ、原書房、2009年5月）ISBN 978-4562042906
  - 神国崩壊 - 第10回創元推理短編賞受賞作[1]
  - マテンドーラの戦い
  - 輦の誕生
  - 帝国擾乱
- 天命龍綺 大陸の魔宮殿（講談社ノベルス、講談社、2011年4月）ISBN 978-4061827752
- 君の館で惨劇を（本格M.W.S.、南雲堂、2012年3月）ISBN 978-4523265054
- 卑弥呼の密室（祥伝社、2013年10月）ISBN 978-4396634261
- アジアン・ミステリー（本格M.W.S.、南雲堂、2014年9月）ISBN 978-4523265252
- 上海殺人人形（ミステリー・リーグ、原書房、2017年4月) ISBN 978-4-562-05399-5
- 豊臣探偵奇譚（ハヤカワ文庫JA、早川書房、2021年5月) ISBN 978-4-15-031486-6

### アンソロジー
- ザ・ベストミステリーズ2004（日本推理作家協会編、講談社、2004年7月）「神国崩壊」
  - 【分冊・改題】犯人たちの部屋 ミステリー傑作選（日本推理作家協会編、講談社文庫、2007年11月）
- ヤオと七つの時空の謎（芦辺拓編著、南雲堂、2019年10月）「聖徳太子の探偵」
- 妖ファンタスティカ2 書下し伝奇ルネサンス・アンソロジー（操觚の会編、ナイトランド・クォータリー別冊、アトリエサード、2019年11月）「推古朝魔獣騒動記」